# 石器时代 (游戏)
《石器时代》（日語：ストーンエイジ；英語：StoneAge）是日本Japan System Supply（簡稱JSS）於1999年开发的一款网络游戏，以遠古時代為遊戲背景，遊戲玩家常被稱為原始人，最大特色在於其寵物系統，玩家可以攜帶不同的寵物協助戰鬥，亦可用作騎乘以提升人物戰鬥能力。
2000年JSS倒闭，《石器时代》于2001年3月31日停运。2000年10月开始，在JSS业务中断的时期，本游戏由NTT Data旗下的Gamer's Dream平台提供了数月的服务。之后该游戏版权由DigiPark接手。Bothtec从2003年12月开始重新运营本作。2005年4月Bothtec失去运营权后，游戏由GaiaX接手运营。2007年4月本游戏运营业务被委托给UTD Entertainment，9月开始运营业务由DigiPark接手。2010年2月24日17:00，日本服务器关闭。现今《石器时代》的新内容开发，基本由各地代理商自行负责。
台湾華義國際在2001年初获得《石器时代》台海兩岸的代理权，台灣地區於2000年4月正式上市。中国大陆地区則由北京华义代理运营，2001年1月12日在中国大陆上市发行。2005年12月，金山软件收購北京华义，大陸版《石器时代》由金山软件承接运营。
2003年DigiPark向台北地方法院控告華義國際侵權，最终中华民国最高法院判決华义国际败诉定讞，华义国际終止运营《石器时代》。由華義及金山營運的台灣版和大陸版《石器时代》也因此分別於2008年7月31日和2008年10月20日正式終止營運。
之后勝思網絡和陶朱科技分別於2010年4月28日与2010年10月12日從DigiPark手中取得中國大陸和台灣《石器时代》的營運權。中國大陆版本已於2011年初進行不刪檔封測，系統完全沿用華義開發的版本。台灣版本亦已於2011年初進行封測，並計劃年內進行公測。台灣版本將放棄部份由華義開發的遊戲內容（例如精靈召喚任務），並自行開發新內容。

## 遊戲特色
遊戲基本設定和大多數的角色扮演遊戲類似，玩家操控一個人物，具有能力值、等級、生命力。人物可透過戰鬥獲取經驗值而升級，升級後可以提高能力值。人物也可以持有金錢（稱為石幣）、道具、和寵物。

### 戰鬥
在地圖上移動時會隨機遇到野生動物而進入戰鬥畫面，或是在特定情況下（如玩家對戰）觸發。戰鬥為回合制，玩家組隊最多五人，加上五隻寵物。每回合可以選擇攻擊、防禦、逃跑或使用道具。寵物的攻擊有不同招式可以選擇。每一位角色的「敏捷」值決定動作順序、以及攻擊命中率。攻擊力、防禦力和屬性（地、水、火、風）決定實際造成的傷害。戰鬥勝利後會得到經驗值，以及隨機獲得道具。

### 寵物
寵物可以協助戰鬥、或是透過「料理」及「合成」的技能來製作道具。有些寵物可以供主角騎乘，這會改變主角的戰鬥能力。寵物有忠誠度，忠誠度太低時會不聽玩家指揮或甚至逃跑。寵物可以在野外捕捉取得或是在解完某些任務後得到。寵物和玩家的角色一樣有等級，可以透過戰鬥來提升。

### 任務
遊戲中玩家可以進行許多任務，來獲得特定的道具和寵物。任務的內容通常包括前往指定地點、回答問題、和某些人物戰鬥、取得指定物品等等。

#### 轉生任務
玩家的人物等級達到一定門檻以上時，可以進行「轉生」。轉生的任務完成後，人物等級會變回1級，但會獲得一定的能力值加成，並可以獲得不易取得的「轉生寵物」。轉生一共可以進行五次，如此一來玩家可以進行遊戲的時間即增為5倍。

#### 寵物轉生任務
寵物達到滿級後，可以進行一系列寵物轉生任務，寵物會變回1級，而且能力值將隨機大幅提升。每隻寵物轉生只可進行一次。

## 版權紛爭
2000年10月JSS破產後，2001年8月華義國際收購JSS，使華義認為擁有自主研發《石器時代》的版權。但事實上，《石器時代》的版權早已作為抵償JSS債務而轉移到DigiPark而非華義國際。因此後來華義國際自主開發的《石器時代》Game Boy Advance版本被DigiPark視為侵權行為，並於2003年提出訴訟。2008年6月24日中華民國最高法院判決華義國際敗訴，華義國際應法院要求於停止台灣及大陸地區的《石器時代》營運。

## 玩家不滿
- 2001年8月期间，北京华义推出的《石器时代》2.0版本中发行宠物包，导致大量玩家不满。
- 《石器时代》初期，華義曾經大力打擊使用遊戲外掛的玩家，卻使大量玩家流失，上線人數剩下原來的三分之一(其實玩家流失另有其他原因)，結果無可奈何之下不再禁止外掛，以默許的形式同意外掛繼續在遊戲中生存，並開始創立遊戲內掛。[15]

寵物轉生任務推出初期，寵物轉生後的提升有較高機率達到頂尖數值，但後期更新令機率下降，導致前期轉生寵物能力值一般較後期轉生個寵物優勝

## 相關產品

### 正統作品
- 石器時代2

被視為石器時代的正統續作，由石器時代版權持有人－日本DigiPark公司進行開發。
港澳地區由現世數碼娛樂有限公司取得代理權，現已終止營運。
台灣地區由因思銳遊戲總局股份有限公司取得代理權，並於2009年12月24日終止營運。
大陸地區由勝思網絡取得代理權，並於2010年12月31日進行公測。
- 石器時代－寵物物語

又名為StoneAge Petite，為一網頁線上遊戲，由日本DigiPark公司開發。
香港地區由現世數碼娛樂有限公司代理，於2010年12月22日進行公測。

### 衍生作品
- 瘋狂原始人

由華義國際基於石器時代進行開發，玩家之間的對戰為主要的遊戲內容，現已終止營運。
- 石器外傳（MayPan Online）

由韩国eNium公司开发，曾授權香港URGame公司在香港地區營運，而URGame現已倒閉，遊戲亦終止營運。
- 石器2012

由中國公司大有時空開發，並已於2011年初進行測試。
- 石器時代Game Boy Advance版

由華義授權第三方開發，引起後來的版權纷争。